# Cerapachys nitidulus
Cerapachys nitidulus är en myrart som beskrevs av Brown 1975. Cerapachys nitidulus ingår i släktet Cerapachys och familjen myror. Inga underarter finns listade i Catalogue of Life.